# Mesogastropoda
Mesogastropoda waren een orde van de klasse slakken (Gastropoda), onderklasse Prosobranchia. In de hedendaagse taxonomische indeling van de slakken wordt de naam niet meer gebruikt.

## Indeling
- Orde Mesogastropoda (Thiele, 1925)
  - Familie: Abyssochrysidae
  - Familie: Aciculidae
  - Familie: Aporrhaidae (Morch, 1852)
  - Familie: Asterophilidae
  - Familie: Chondropomidae
  - Familie: Choristidae
  - Familie: Cingulopsidae
  - Familie: Cochlostomatidae
  - Familie: Diastomidae (Cossman, 1895)
  - Familie: Fossaridae (Trachel, 1861)
  - Familie: Hydrococcidae
  - Familie: Iravadiidae
  - Familie: Lacunidae (Gill, 1871)
  - Familie: Melanopsidae
  - Familie: Micromelaniidae
  - Familie: Omalaxidae
  - Familie: Paedophoropodidae
  - Familie: Pilidae
  - Familie: Pomatiopsidae
  - Familie: Pseudosacculidae
  - Familie: Stenothyridae
  - Familie: Stiliferidae
  - Familie: Struthiolariidae
  - Familie: Syrnolopsidae
  - Familie: Trachysmidae
  - Familie: Trochaclisidae
- Superfamilie: Cyclophoroidea
  - Familie: Cyclophoridae (Gray, 1847)
  - Familie: Diplommatinidae
  - Familie: Liareidae
  - Familie: Maizaniidae
  - Familie: Megalomastomidae
  - Familie: Poteriidae
  - Familie: Pupinidae
- Superfamilie: Viviparoidea
  - Familie: Viviparidae